# Municipio de Sheridan (condado de Newaygo)
El municipio de Sheridan (en inglés: Sheridan Township) es un municipio ubicado en el condado de Newaygo en el estado estadounidense de Míchigan. En el año 2010 tenía una población de 2510 habitantes y una densidad poblacional de 29,15 personas por km².

## Geografía
El municipio de Sheridan se encuentra ubicado en las coordenadas 43°25′4″N 85°59′6″O / 43.41778, -85.98500. Según la Oficina del Censo de los Estados Unidos, el municipio tiene una superficie total de 86.12 km², de la cual 85,57 km² corresponden a tierra firme y (0,64 %) 0,55 km² es agua.

## Demografía
Según el censo de 2010, había 2510 personas residiendo en el municipio de Sheridan. La densidad de población era de 29,15 hab./km². De los 2510 habitantes, el municipio de Sheridan estaba compuesto por el 95,58 % blancos, el 0,32 % eran afroamericanos, el 0,52 % eran amerindios, el 0,76 % eran asiáticos, el 1,63 % eran de otras razas y el 1,2 % eran de una mezcla de razas. Del total de la población el 3,94 % eran hispanos o latinos de cualquier raza.